# 渇水

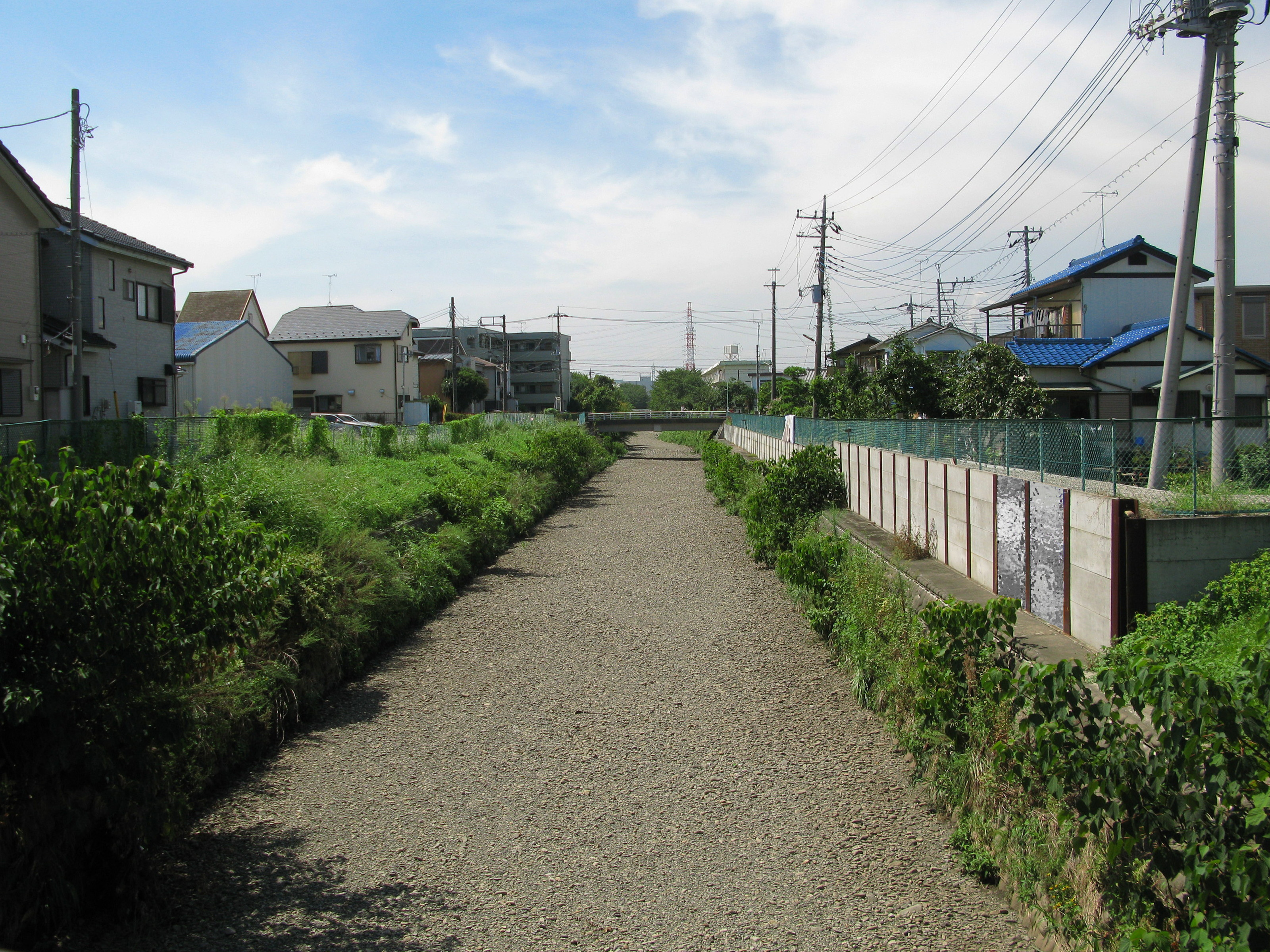
渇水により水が途切れた不老川

渇水（かっすい）とは降雨がない、もしくは少ないことを起因として水（水源）が涸れている、ないしはそうなりつつある状況を指す。水不足は家庭や農業、工業などに深刻な影響を与えるため、国や自治体でこれへの対策が取り組まれている。

## 概説
渇水の影響には次のようなものがある。
1. 工場生産への影響[1]
2. 農業生産への影響[1]
3. 医療機関への影響（手術困難、透析困難）[1]
4. 教育機関への影響（プールの中止、学校給食への影響、大学の休学等）[1]
5. 消火活動への影響（消火栓の圧力低下）[1]
6. 商業活動への影響（宿泊施設、飲食店、理髪店等）[1]
7. 一般家庭等への影響（トイレ、洗濯等）[1]

## 日本

### 定義
日本では、「渇水」の定義について明確に規定した法律はない。河川法第53条や第79条の2、水質汚濁防止法第18条には「異常な渇水」という言葉があるがこれと「異常ではない渇水」の区別も不明瞭である。
2002年、社民党所属で衆議院議員（当時）の原陽子が「独立行政法人水資源機構に関する質問主意書」のなかで「渇水」の定義を問うた。これに対し小泉純一郎首相（当時）は、「国土交通省においては、『渇水』について、河川の管理を行うに当たり、降雨が少ないこと等により河川の流量が減少し、河川からの取水を平常どおり継続するとダムの貯水が枯渇すると想定される場合等に、取水量を減ずるいわゆる取水制限を行う等、利水者が平常時と同様の取水を行うことができない状態を指すものとして使用している」と回答した。
また淀川の河川管理者は琵琶湖における「渇水」と「異常渇水」の定義について聞かれ、前者の定義を難しいとしながら管理者が対策を行うような状況を「渇水」、水位が-1.5mを下回った状況を「異常渇水」としている。

### 主な渇水
- 東京大渇水 - 1964年（昭和39年）に東京都で起きた渇水。通称「東京オリンピック渇水」「東京砂漠」。
- 昭和53-54年福岡市渇水 - 1978年（昭和53年）から1979年（昭和54年）にかけて、福岡県福岡市で起きた渇水。
- 昭和56-57年沖縄渇水 - 1981年（昭和56年）から1982年（昭和57年）にかけて、沖縄県で起きた渇水。日本で最も長い期間の給水制限が実施された。
- 平成6年渇水 - 1994年（平成6年）に起きた渇水。西日本を中心として各地で給水制限が実施された。
- 平成13年渇水 - 2001年（平成13年）に起きた渇水。

## アメリカ合衆国

### 水計画
カリフォルニア州では気候変動を踏まえた水需給計画として「カリフォルニア水計画2009」を策定した。

### 主な渇水
2012年にアメリカ合衆国で発生した渇水では200億ドル（約2兆1400億円）の損失が発生した。

## オーストラリア

### 水計画
西オーストラリア州では2009年に50年間の水計画となる「Water Forever」を策定した。

### 主な渇水
- 1981年 - 151.5億ドル（約1兆6210億円）の損失が発生[1]
- 1994年 - 23.3億ドル（約2490億円）の損失が発生[1]
- 2002年 - 25.5億ドル（約2730億円）の損失が発生[1]